# Lampredotto
Lampredotto je pokrm italské kuchyně. Jeho základní surovinou jsou hovězí dršťky, které se vaří s cibulí, rajčaty a kořenovou zeleninou. Hotové dršťky se podávají obvykle v rozkrojené housce, která se svlaží vývarem, a dochucují se omáčkou salsa verde. Lampredotto je typickým pokrmem města Florencie, kde se stalo nejčastějším typem pouličního občerstvení. Lampredotto jako populární jídlo chudých je ve Florencii doloženo již v 15. století. Název jídla pochází z italského výrazu „lampre“, označujícího mihuli říční, jejíž ústní otvor dršťky svým zbrázděným povrchem připomínají.